# فلیا

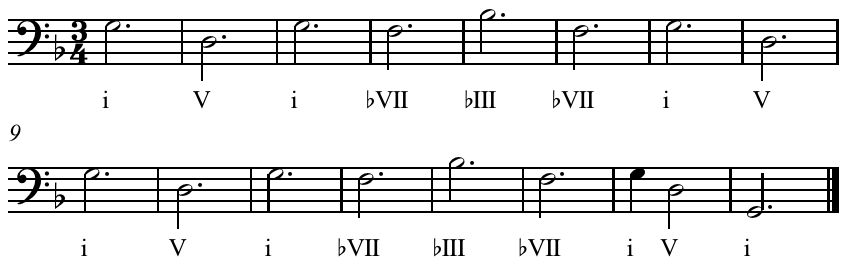
«فلیای متأخر»، طرحی هارمونیک متشکل از دو فراز هشت میزانی، برای اولین بار حدود سال ۱۶۷۰ استفاده شد. سرکلید که فقط یک بمل را برای سل مینور (بجای دو بار) نشان می‌دهد، از شیوه دوره باروک پیروی می‌کند.

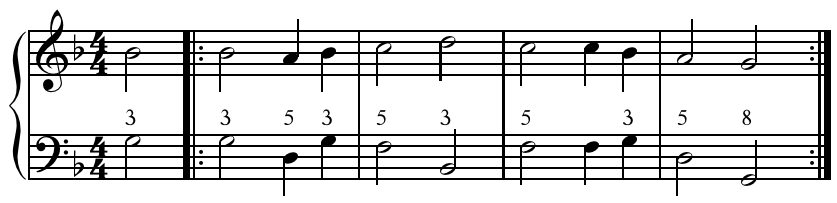
فلیای اولیه ^{ⓘ}.

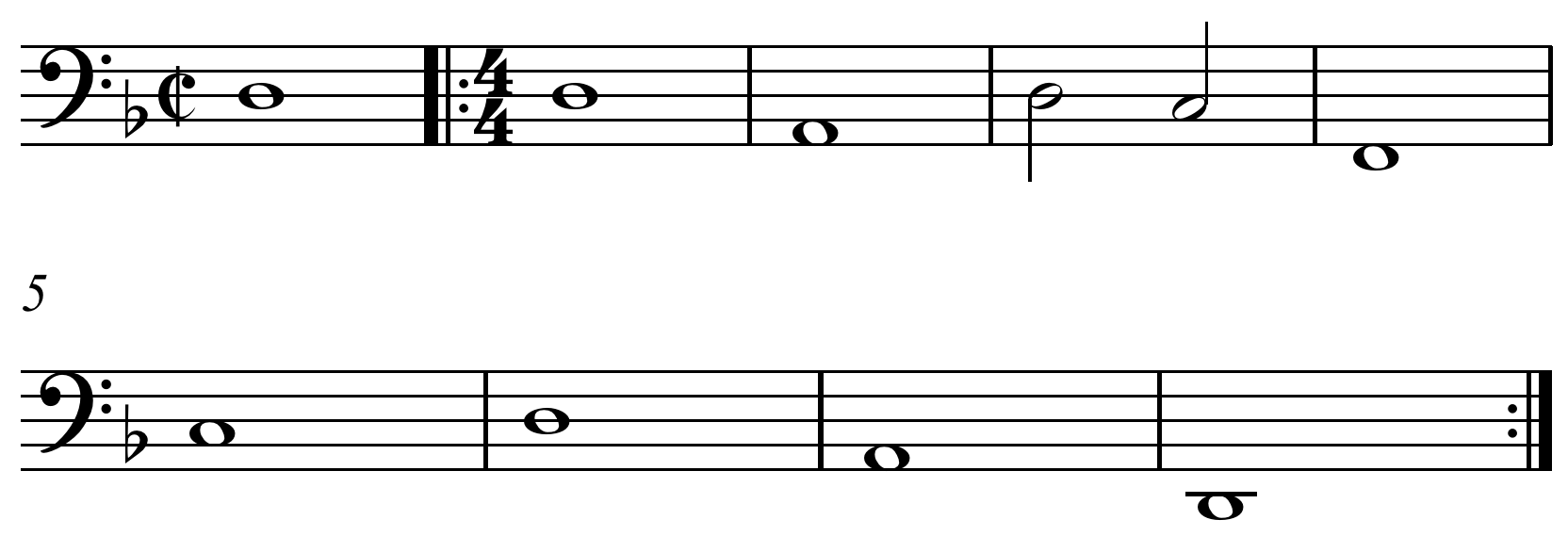
نسخه‌ای از فلیای اولیه ^{ⓘ}.

لا فُلیا (اسپانیایی) یا Follies (انگلیسی) که با نام‌های folies d'Espagne (فرانسوی)، La Follia (ایتالیایی) و Folia (پرتغالی) نیز شناخته می‌شود (همگی به معنی سرخوشی)، یکی از قدیمی‌ترین زمینه‌های موسیقی اروپایی به‌یادگارمانده است. این تِم در دو نسخه وجود دارد که به عنوان فُلیای اولیه و متأخر شناخته می‌شوند که اولی از دومی تندتر است.